# Mithridatisation
Mithridatisation ist ein Verfahren zum Schutz vor Vergiftung. Hierbei wird durch allmählich zunehmende Gaben von Giften in einer nicht tödlichen Menge versucht, eine Toleranz gegen diese Gifte zu erreichen.

## Wortherkunft
Der Begriff geht zurück auf Mithridates VI., den König von Pontos. Nach dem Giftmord an seinem Vater musste Mithridates auch um sein Leben fürchten, floh für etwa sieben Jahre aus der Heimat und immunisierte sich fortan als Prophylaxe vor Attentaten durch die tägliche Einnahme nicht-tödlicher Giftdosen. Nach Angaben von Galenos soll Mithridates die Wirkung von Giften auch an zum Tode verurteilten Verbrechern getestet haben. Plinius der Ältere und Aulus Gellius erwähnen ein Mithridates zugeschriebenes Mithridatium antidotum mit 54 Zutaten. Später wurde es von Andromachos dem Älteren durch die Zugabe von Vipernfleisch und weiteren Zutaten zum Theriak mit 64 Ingredienzen weiterentwickelt. Dieses galt bis ins 16. Jahrhundert als Panazee und wurde speziell bei Schlangenbissen angewandt. Im Antidotarium Nicolai findet sich eine Rezeptur mit mehr als 100 Zutaten.
Von Gnaeus Pompeius Magnus in einer Entscheidungsschlacht geschlagen, wollte Mithridates einer Legende zufolge Suizid mit einer tödlichen Dosis Gift begehen, um der Gefangenschaft zu entgehen. Aber er scheiterte, weil er selbst gegen das tödlichste Gift seiner Zeit immun war. Aus diesem Grund musste ein Soldat ihm mit einem Schwert die Kehle durchschneiden.

## Späterer Einsatz der Mithridatisation
Die Mithridatisation wurde früher von den Arsenikessern praktiziert, die nach einiger Zeit das Mehrfache der üblichen tödlichen Dosis ohne größere Vergiftungserscheinungen vertrugen. Der Mechanismus der Mithridatisation bei den Arsenikessern beruhte darauf, dass der giftige Stoff nach fortschreitender Gewöhnung immer schlechter resorbiert wird. Dennoch kommt es langfristig zu Vergiftungserscheinungen.
Ferdinand-Jean Darier verwendete den Begriff Mithridatisation auch im Zusammenhang mit der idiosynkrasischen Intoleranz.
In der Regel besteht heutzutage kein sinnvolles Nutzen-Risiko-Verhältnis für die Mithridatisation mit Ausnahme von Personen, die mit hochgiftigen Lebewesen zu tun haben (z. B. Händlern von Zootieren).